# Гринблатт, Карл
Карл Харви «К. Х.» Гринблатт (англ. Carl Harvey "C.H." Greenblatt) — американский сценарист, режиссёр, художник раскадровки и продюсер. Является создателем мультсериалов — «Чаудер» и «Харви Бикс», был сценаристом и художником раскадровки мультсериала «Губка Боб Квадратные Штаны».

## Биография
К. Х. Гринблатт родился 17 июня 1972 года в городе Плейно, штат Техас, США. Его страсть к анимации началась в детстве, когда он создал комикс «Zibbler» в шестом классе. Гринблатт учился а Техасском университете в Остине, где он научился делать рекламу и продолжал создавать комиксы, такие как «Durbingle the Goat Boy». После окончания университета работал арт-директором рекламных роликов в Нью-Йорке.
Стивен Хилленберг, создатель Губки Боба, решил пригласить Гринблатта в команду съёмочной группы после того, как увидел некоторые из его работ в области карикатуры. «Губка Боб Квадратные Штаны» стал его первой работой в индустрии анимации; в первом сезоне Карл проработал в качестве ассистента раскадровщика, а после был повышен до сценариста и раскадровщика. Однако в начале четвёртого сезона Губки Боба Гринблатт покинул проект, начав работу на канале Cartoon Network в мультсериале «Ужасные приключения Билли и Мэнди». В ноябре 2007 года Гринблатт начал создавать мультсериал «Чаудер» для этого же канала.
В сентябре 2013 года он объявил о создании мультсериала «Bad Seeds», но сериал должен был сменить название на «Харви Бикс» из-за проблем на товарный знак; производство сериала началось в январе 2014 года.
5 апреля 2018 года Гринблатт объявил, что он теперь работает в «Warner Bros. Animation», отметив, что он разрабатывает «что-то интересное», но подробностей решил не раскрывать. 29 октября 2019 года его проект был официально представлен под названием «Jellystone!», описанным как кроссовер персонажей от Hanna-Barbera, планирующий выйти на интернет-сервисе «HBO Max».
В настоящее время Гринблатт проживает в Лос-Анджелесе.

## Фильмография

### Мультсериалы
| Годы      | Название                          | Роль                                 | Заметки |
| --------- | --------------------------------- | ------------------------------------ | --- |
| 1999—2005 | Губка Боб Квадратные Штаны        | Карл                                 | Художник раскадровки, сценарист, ассистент раскадровщика                                                          |
| 2003—2004 | Evil Con Carne                    |                                      | Художник раскадровки, сценарист                                                                                   |
| 2004—2007 | Ужасные приключения Билли и Мэнди | Фред Фредбургер, дополнительные роли | Художник раскадровки, сценарист                                                                                   |
| 2005      | The X's                           |                                      | Художник раскадровки                                                                                              |
| 2007—2010 | Чаудер                            | Кимчхи, Киви, дополнительные роли    | Создатель, сценарист, исполнительный продюсер, художник раскадровки, дизайнер персонажей                          |
| 2010—2014 | Рыбология                         | Харл, Черепаха                       | Сценарист, режиссёр, художник раскадровки                                                                         |
| 2015—2017 | Харви Бикс                        | Дейд, Джереми, дополнительные роли   | Создатель, исполнительный продюсер, сценарист, режиссёр, дизайнер персонажей, проп-дизайнер, режиссёр озвучивания |
| 2021      | Jellystone!                       |                                      | Создатель, исполнительный продюсер, сценарист, режиссёр, дизайнер персонажей, художник раскадровки                |

### Фильмы
| Год  | Название                  | Роль            | Заметки              |
| ---- | ------------------------- | --------------- | -------------------- |
| 2007 | Приключения Билли и Мэнди | Фред Фредбургер | Художник раскадровки |
| 2015 | Губка Боб в 3D            |                 | Художник раскадровки |

### Видеоигры
| Название                             | Роль                    |
| ------------------------------------ | ----------------------- |
| Ужасные приключения Билли и Мэнди    | Фред Фредбургер         |
| Cartoon Network Universe: FusionFall | Фред Фредбургер, Кимчхи |

## Факты
- В честь него назвали главного героя мультсериала «Харви Бикс»